# Сандра Наћук
Сандра Наћук (17. август 1980, Нови Сад, Југославија) је бивша српска професионална тенисерка.

## Професионална каријера
Сандра Наћук је своју професионалну каријеру започела 1996. године. Највиши пласман у синглу био јој је 81. место, а у дублу 74. Освојила је једну ВТА титулу, и то у дублу.
Сандра је, као јуниорка, достигла 7. место ИТФ листе јуниора у синглу.
Прве кораке као професионалац направила је на ИТФ турнирима 1996. када је освојила прва два турнира на којима је играла уз низ од 14 победа. Наредне, 1997. године, осваја свој трећи ИТФ турнир у Редбриџу, као и два у дублу. 1998. године осваја своју четврту ИТФ титулу у Поатјеу и улази у своје прво четвртфинале ВТА турнира, у конкуренцији дублова. Већ следеће године осваја своју прву ВТА титулу, у дублу, на турниру у Будимпешти у пару са Јевгенијом Кулисковскајом и улази у финале ВТА турнира у Ноке-Хајсту. 2000. године Сандра остварује највећи успех на неком Гренд слему у својој каријери када се пласирала међу 32 најбоље играчице, где губи од 8. носиоца Аранче Санчез-Викарио у три сета. Те године значајне резултате забелижила је и у конкуренцији дублова, играла је финале ВТА турнира у Будипешти у пару са Јеленом Костанић, као и два полуфинала, у Стразбуру и Лајпцигу.
Играла је за Фед куп репрезентацију СР Југославије у периоду 1996—2001. и однос победа и пораза јој је 7-5 у синглу и 1-4 у дублу.
Због повреда и мањка новца, Сандра Наћук, се повукла из тениса са свега 23 године.